# Geburt Jesu (Spézet)

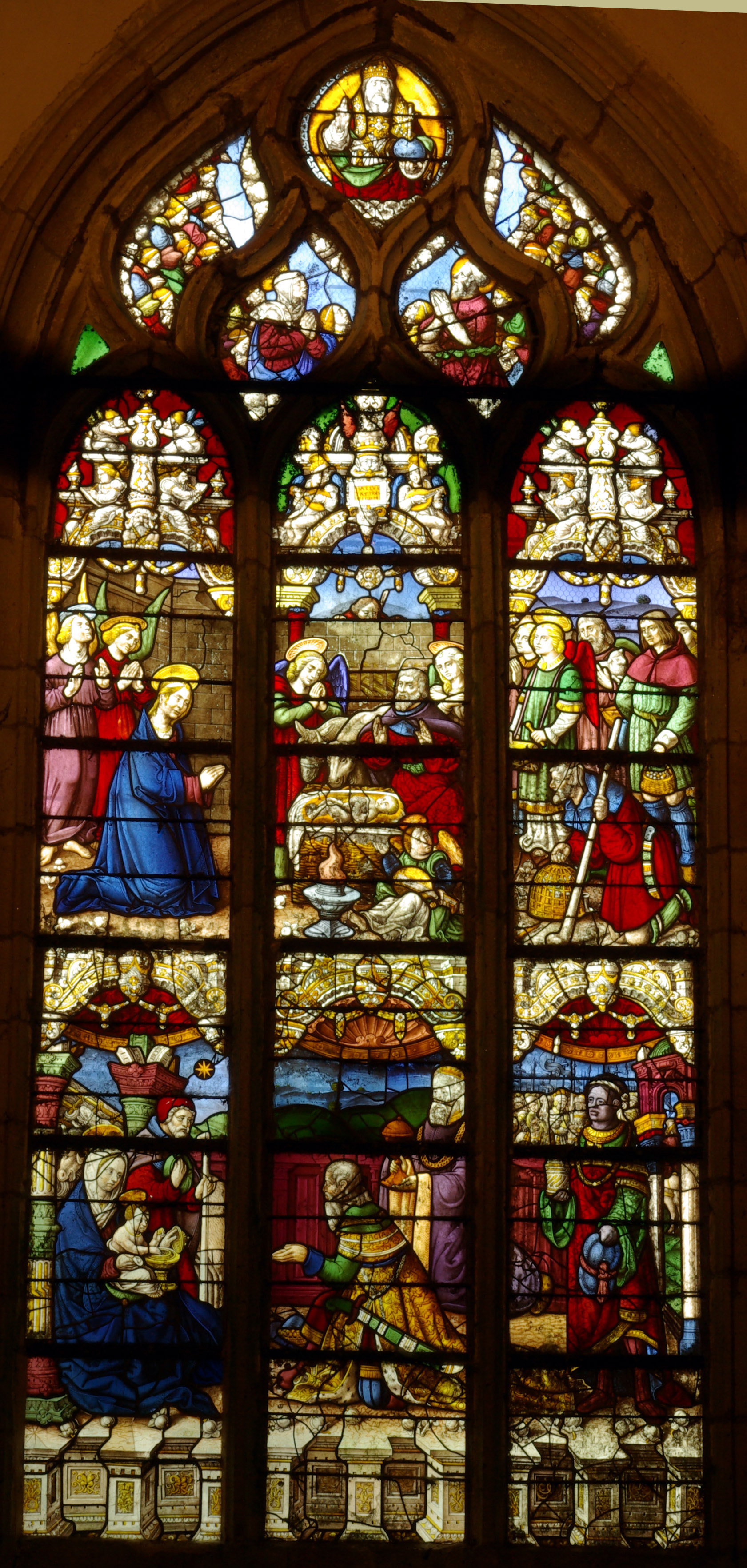
Fenster Geburt Jesu in Spézet

Das Fenster Geburt Jesu in der Kapelle Notre-Dame du Crann in Spézet, einer französischen Gemeinde im Département Finistère in der Region Bretagne, wurde 1546 geschaffen. Das Bleiglasfenster wurde 1902 als Monument historique in die Liste der Baudenkmäler in Frankreich aufgenommen.
Das dreigeteilte Fenster an zentraler Stelle im Chor stammt aus einer unbekannten Werkstatt. Es stellt die Geburt Jesu mit der Anbetung der Hirten und der Anbetung der Könige dar. Im Maßwerk ist Gottvater umgeben von Betenden zu sehen. 

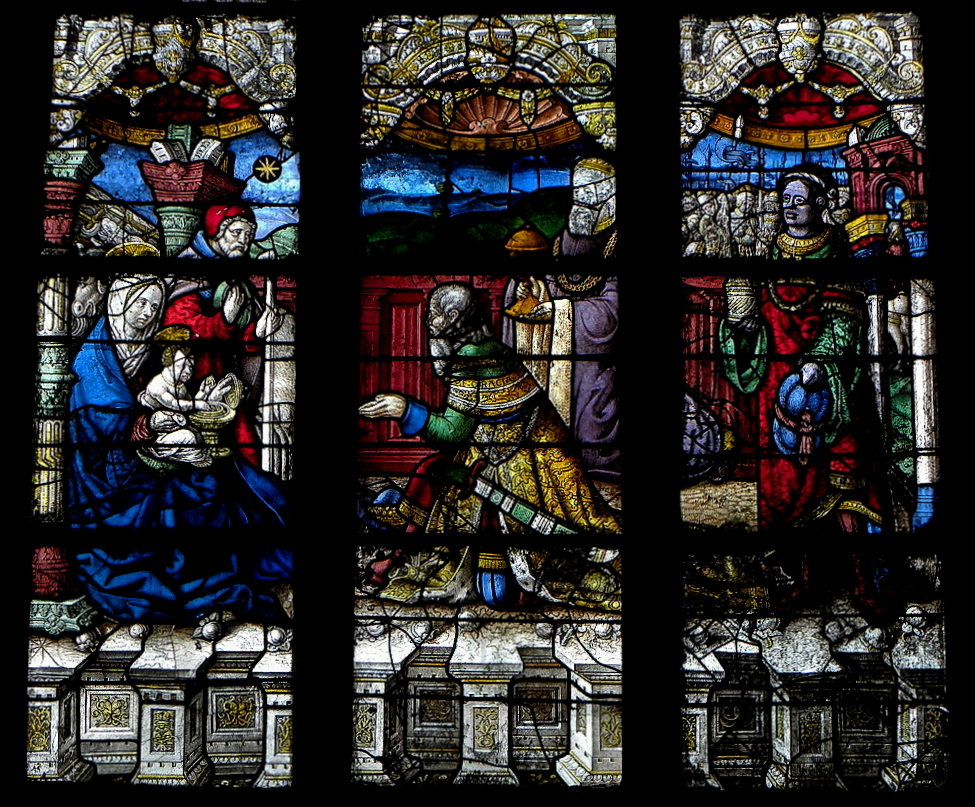
Anbetung der Heiligen Drei Könige
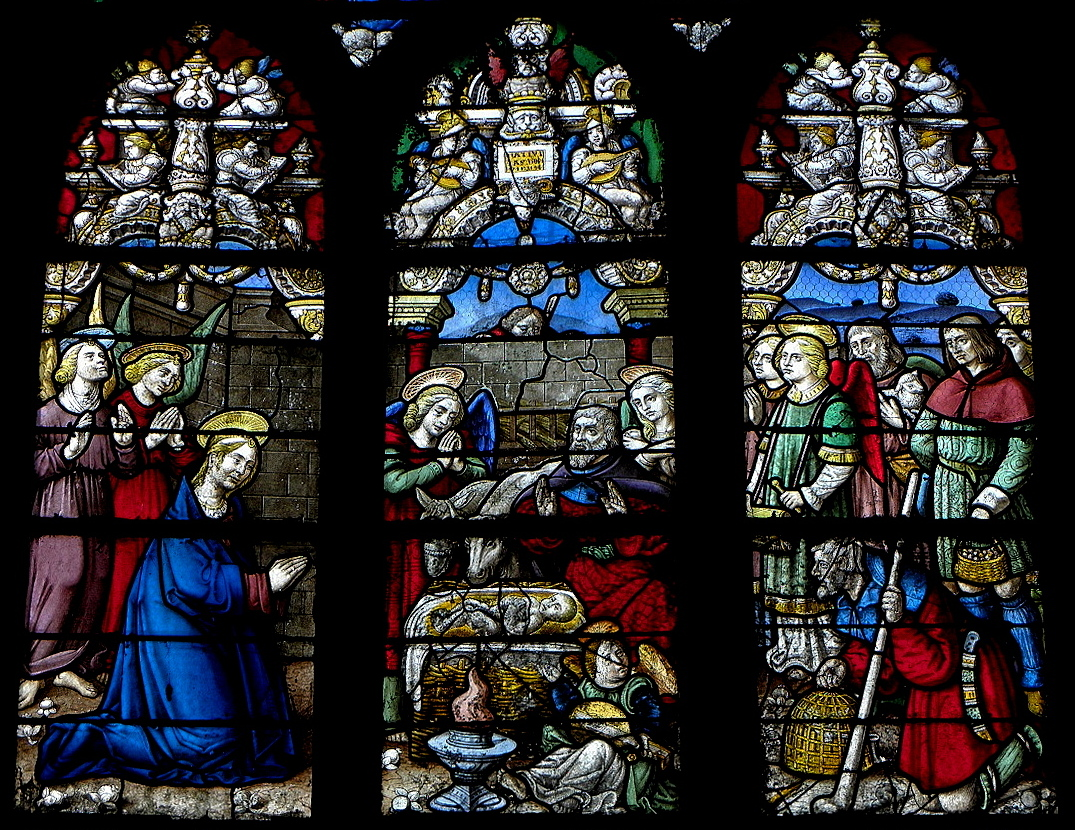
Anbetung der Hirten
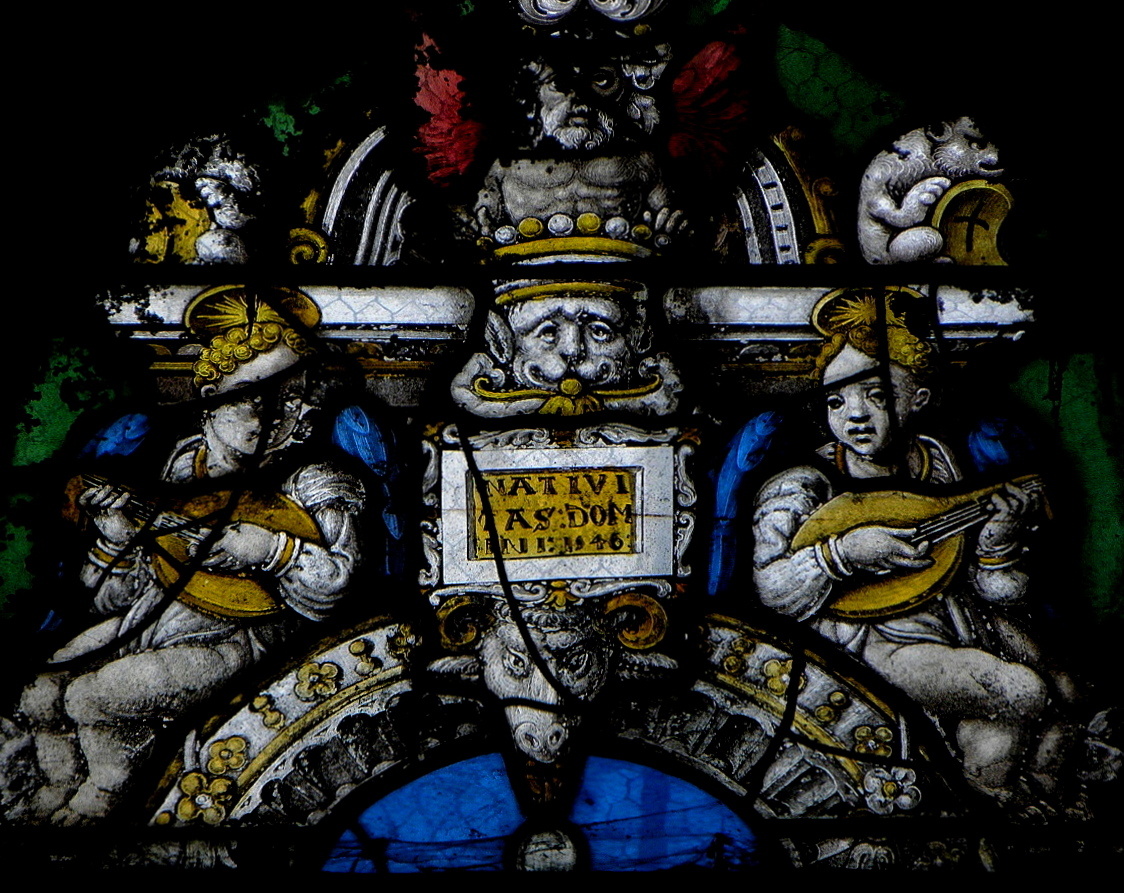
Musizierende Engel und Jahreszahl 1546